# Black Night
Black Night è un singolo del gruppo hard rock Deep Purple, pubblicato nel 1970.

## Tracce

### Edizione UK
Lato A
1. Black Night – 3:26 (Ritchie Blackmore, Ian Gillan, Roger Glover, Jon Lord, Ian Paice)

Lato B
1. Speed King – 5:30 (Ritchie Blackmore, Ian Gillan, Roger Glover, John Lord, Ian Paice)

### Edizione USA
Lato A
1. Black Night – 3:26 (Ritchie Blackmore, Ian Gillan, Roger Glover, Jon Lord, Ian Paice)

Lato B
1. Into The Fire – 3:35 (Ritchie Blackmore, Ian Gillan, Roger Glover, Jon Lord, Ian Paice)

## I brani
Black Night
Il brano, dopo la pubblicazione in singolo, nel 1995 venne incluso nella versione del 25º anniversario del album Deep Purple in Rock.
Della canzone furono fatte molte cover nel corso degli anni da diversi artisti: tra cui Bruce Dickinson, Bad Manners, Pat Travers, il gruppo The Fall, Vic Reeves.
È stata reinterpretata anche in versione death metal dal gruppo statunitense dei Deicide nell'album The Stench of Redemption del 2006.
Quando l'album In Rock fu completato, la EMI propose alla band di fare un singolo per la sua promozione. Secondo i ricordi di Roger Glover, dopo aver trascorso circa sei ore negli Studi De Lane Lea senza trovare l'ispirazione, il gruppo andò a bere in un pub nelle vicinanze dove consumò forti quantità di alcool. Rientrati in studio Ritchie Blackmore cominciò a suonare il riff, basato su una canzone di Ricky Nelson. Ian Gillan e Glover ne scrissero il testo e, successivamente, il cantante ha dichiarato di non avere ancora capito quale ne sia il significato almeno secondo le loro intenzioni iniziali.

## Influenze
Il riff portante della canzone è fortemente ispirato alla versione di Ricky Nelson del celebre pezzo "Summertime". Il giro di basso del pezzo di Nelson nel 1962 è pressoché identico al riff scritto da Blackmore nel 1970.

## Accoglienza
Il singolo raggiunse la prima posizione nella classifica svizzera, la seconda in quella inglese, tedesca e norvegese, la quarta in quella  austriaca e l'ottava in quella olandese.

## Formazione
- Ian Gillan - voce
- Ritchie Blackmore - chitarra
- Roger Glover - basso
- Jon Lord - organo
- Ian Paice - batteria